# Cyrtandra
Genre
Classification APG III (2009)
Cyrtandra est un genre de plantes à fleurs de la famille des Gesneriaceae.

## Liste des espèces
Selon Catalogue of Life (6 mai 2017) :
- Cyrtandra aclada Merr.
- Cyrtandra acutangula Seem.
- Cyrtandra adnata B.L. Burtt
- Cyrtandra aeruginosa Quisumb.
- Cyrtandra agrihanensis T. Ohba
- Cyrtandra agusanensis Elmer
- Cyrtandra alata H. St. John & Storey (pro. sp.)
- Cyrtandra albertisii C.B. Clarke
- Cyrtandra albibracteata B.L. Burtt
- Cyrtandra alnea H. St. John (pro. sp.)
- Cyrtandra aloisiana A.C. Sm.
- Cyrtandra alvarezii Merr.
- Cyrtandra ambigua (Hillebr.) H. St. John & Storey (pro. sp.)
- Cyrtandra amicta A.C. Sm.
- Cyrtandra ammitophila B.L. Burtt
- Cyrtandra ampla C.B. Clarke
- Cyrtandra amplifolia Schltr.
- Cyrtandra andersonii B.L. Burtt
- Cyrtandra aneiteensis C.B. Clarke
- Cyrtandra angularis Elmer
- Cyrtandra angustielliptica Hilliard & B.L. Burtt
- Cyrtandra angustivenosa Rech.
- Cyrtandra anisophylla C.B. Clarke
- Cyrtandra anisopoda Kraenzl.
- Cyrtandra anthropophagorum Seem. ex A. Gray
- Cyrtandra antoniana Elmer
- Cyrtandra antuana B.L. Burtt
- Cyrtandra apaensis B.L. Burtt
- Cyrtandra apiculata C.B. Clarke
- Cyrtandra apoensis Elmer
- Cyrtandra arachnoidea Hilliard & B.L. Burtt
- Cyrtandra arborescens Blume
- Cyrtandra areolata (Stapf) B.L. Burtt
- Cyrtandra arfakensis Schltr.
- Cyrtandra argentata B.L. Burtt
- Cyrtandra asikii Hilliard & B.L. Burtt
- Cyrtandra atherocalyx Gillett
- Cyrtandra athrocarpa B.L. Burtt
- Cyrtandra atomigyna H. St. John & Storey (pro. sp.)
- Cyrtandra atrichoides Hilliard & B.L. Burtt
- Cyrtandra atrichos C.B. Clarke
- Cyrtandra atropurpurea Merr.
- Cyrtandra attenuata Elmer
- Cyrtandra augustii Schltr.
- Cyrtandra aundensis P. Royen
- Cyrtandra aurantiaca B.L. Burtt
- Cyrtandra aurantiicarpa Gillett
- Cyrtandra aurea Jack
- Cyrtandra aureo-sericea Kanehira & Hatus.
- Cyrtandra aureotincta Bramley & Cronk
- Cyrtandra auriculata C.B. Clarke
- Cyrtandra axillantha K. Schum.
- Cyrtandra axillaris C.B. Clarke
- Cyrtandra axilliflora H. St. John & Storey (pro. sp.)
- Cyrtandra baileyi F. Muell.
- Cyrtandra banyingii Hilliard & B.L. Burtt
- Cyrtandra barnesii Merr.
- Cyrtandra basiflora C.B. Clarke
- Cyrtandra basipartita H. St. John (pro. sp.)
- Cyrtandra bataanensis Kraenzl.
- Cyrtandra beamanii B.L. Burtt
- Cyrtandra beccarii C.B. Clarke
- Cyrtandra beckmannii Reinecke
- Cyrtandra begonioides Schltr.
- Cyrtandra behrmanniana Schltr.
- Cyrtandra benaratica B.L. Burtt
- Cyrtandra benguetiana Kraenzl.
- Cyrtandra bicolor Jack
- Cyrtandra bidwillii C.B. Clarke
- Cyrtandra biflora J.R. Forst. & G. Forst.
- Cyrtandra biserrata Hillebr.
- Cyrtandra bismarckiensis Schltr.
- Cyrtandra bracheia B.L. Burtt
- Cyrtandra bracteata Warburg
- Cyrtandra brevicaulis Ridley
- Cyrtandra breviflora Gillett
- Cyrtandra brevisetosa Hilliard & B.L. Burtt
- Cyrtandra brownii K. Schum.
- Cyrtandra bruteliana Koord.
- Cyrtandra bryophila B.L. Burtt
- Cyrtandra buergersiana Schltr.
- Cyrtandra bullata Schltr.
- Cyrtandra bullifolia B.L. Burtt
- Cyrtandra burbidgei C.B. Clarke
- Cyrtandra burleyana B.L. Burtt
- Cyrtandra burttii N.P. Balakr.
- Cyrtandra calciphila B.L. Burtt
- Cyrtandra callicarpifolia Elmer
- Cyrtandra calpidicarpa (Rock) H. St. John & Storey
- Cyrtandra calycina Benth.
- Cyrtandra calyptribracteata Bakh. f.
- Cyrtandra campanulata Reinecke
- Cyrtandra capitellata C.B. Clarke
- Cyrtandra carinata H. St. John & Storey (pro. sp.)
- Cyrtandra carnosa Jack
- Cyrtandra castanea Merr.
- Cyrtandra caudata Kanehira & Hatus.
- Cyrtandra caudatisepala H. St. John (pro. sp.)
- Cyrtandra caulescens Rock (pro. sp.)
- Cyrtandra cauliflora Merr.
- Cyrtandra cephalophora Gillespie
- Cyrtandra ceratocalyx K. Schum.
- Cyrtandra cerea Kraenzl.
- Cyrtandra chaiana B.L. Burtt
- Cyrtandra chalcodea Diels
- Cyrtandra chippendalei Horne ex C.B. Clarke
- Cyrtandra chiritoides Kraenzl.
- Cyrtandra chlamydocalyx Schltr.
- Cyrtandra chlorantha A.C. Sm.
- Cyrtandra christophersenii H. St. John & Storey (pro. sp.)
- Cyrtandra chrysalabastrum K. Schum.
- Cyrtandra chrysea C.B. Clarke
- Cyrtandra ciliata Seem.
- Cyrtandra cladantha Skottsb. (pro. sp.)
- Cyrtandra clarkei Stapf
- Cyrtandra cleopatrae H.J. Atkins & Cronk
- Cyrtandra coacta Hilliard & B.L. Burtt
- Cyrtandra coccinea Blume
- Cyrtandra coleoides Seem.
- Cyrtandra cominsii Hemsley
- Cyrtandra comocarpa Gillett
- Cyrtandra compressa C.B. Clarke
- Cyrtandra confertiflora (Wawra) C.B. Clarke
- Cyrtandra confusa Schltr.
- Cyrtandra congestiflora B.L. Burtt
- Cyrtandra connata Nadeaud
- Cyrtandra conradtii Rock (pro. sp.)
- Cyrtandra consimilis S. Moore
- Cyrtandra constricta Elmer
- Cyrtandra cordifolia Gaudich.
- Cyrtandra corniculata B.L. Burtt
- Cyrtandra crassifolia (Hillebr.) Rock (pro. sp.)
- Cyrtandra crassior H. St. John & Storey (pro. sp.)
- Cyrtandra crenata H. St. John & Storey
- Cyrtandra cretacea Kraenzl.
- Cyrtandra crockerella Hilliard
- Cyrtandra crockeriana Hilliard & B.L. Burtt
- Cyrtandra cryptantha Schltr.
- Cyrtandra cumingii C.B. Clarke
- Cyrtandra cuneata Blume
- Cyrtandra cuprea B.L. Burtt
- Cyrtandra cupulata Ridley
- Cyrtandra cupuliformis H. St. John & Storey (pro. sp.)
- Cyrtandra cyaneoides Rock
- Cyrtandra cyathibracteata Gillett
- Cyrtandra cyclopum Kraenzl.
- Cyrtandra cylindrocalyx Gillett
- Cyrtandra cymosa J.R. Forst. & G. Forst.
- Cyrtandra dallasensis B.L. Burtt
- Cyrtandra dasymallos Hilliard & B.L. Burtt
- Cyrtandra davaoensis Elmer
- Cyrtandra debilis Kraenzl.
- Cyrtandra decipiens Hilliard & B.L. Burtt
- Cyrtandra decurrens de Vriese
- Cyrtandra decussata Elmer
- Cyrtandra deinandra B.L. Burtt
- Cyrtandra denhamii Seem.
- Cyrtandra dentata H. St. John & Storey
- Cyrtandra detzneriana Schltr.
- Cyrtandra didissandriformis Merr.
- Cyrtandra digitaliflora B.L. Burtt
- Cyrtandra dilatata C.B. Clarke
- Cyrtandra dinocalyx Gillett
- Cyrtandra diplotricha B.L. Burtt
- Cyrtandra dispar DC.
- Cyrtandra disparifolia Quisumb.
- Cyrtandra disparoides B.L. Burtt
- Cyrtandra dissimilis C.B. Clarke
- Cyrtandra disticha Lauterb.
- Cyrtandra dolichocalyx Schltr.
- Cyrtandra dolichocarpa A. Gray
- Cyrtandra dolichopoda B.L. Burtt
- Cyrtandra dorytricha Hilliard & B.L. Burtt
- Cyrtandra dubiosa Kuntze
- Cyrtandra dulitiana Hilliard
- Cyrtandra efatensis Guillaumin
- Cyrtandra elata Schltr.
- Cyrtandra elatostemoides Elmer
- Cyrtandra elbertii Bakh. f.
- Cyrtandra elegans Schltr.
- Cyrtandra elizabethae H. St. John
- Cyrtandra elmeri Merr.
- Cyrtandra eminens C.B. Clarke
- Cyrtandra engleri Koord.
- Cyrtandra erectiloba Gillett
- Cyrtandra erectipila B.L. Burtt
- Cyrtandra eriantha Schltr.
- Cyrtandra eriophylla S. Moore
- Cyrtandra erythrotricha B.L. Burtt
- Cyrtandra esothrix A.C. Sm.
- Cyrtandra eximia C.B. Clarke
- Cyrtandra exserta K. Schum.
- Cyrtandra externata S. Moore
- Cyrtandra falcifolia C.B. Clarke
- Cyrtandra farinosa C.B. Clarke
- Cyrtandra fasciata H.J. Atkins
- Cyrtandra feaniana F. Brown
- Cyrtandra fenestrata C.B. Clarke
- Cyrtandra ferripilosa H. St. John
- Cyrtandra ferrocolorata H. St. John (pro. sp.)
- Cyrtandra ferruginea Merr.
- Cyrtandra ferruginosa H. St. John & Storey (pro. sp.)
- Cyrtandra filibracteata B.L. Burtt
- Cyrtandra filipes Hillebr.
- Cyrtandra filisecta B.L. Burtt
- Cyrtandra flabellifolia S. Moore
- Cyrtandra flabelligera Ridley
- Cyrtandra flavescens Blume
- Cyrtandra flexiramea Schltr.
- Cyrtandra floribunda K. Schum.
- Cyrtandra florulenta Kraenzl.
- Cyrtandra foliosa S. Moore
- Cyrtandra forbesii H. St. John & Storey
- Cyrtandra foveolata Kraenzl.
- Cyrtandra frutescens Jack
- Cyrtandra fulvisericea Bramley
- Cyrtandra fulvovillosa Rech.
- Cyrtandra funkii Reinecke
- Cyrtandra fusco-vellea K. Schum.
- Cyrtandra fusconervia Merr.
- Cyrtandra fuscovenosa Hilliard & B.L. Burtt
- Cyrtandra futunae Kraenzl.
- Cyrtandra garnotiana Gaudich.
- Cyrtandra geantha Kraenzl.
- Cyrtandra geesinkiana B.L. Burtt
- Cyrtandra geminata Reinecke
- Cyrtandra geminiflora Nadeaud
- Cyrtandra geocarpa Koord.
- Cyrtandra georgiana Forbes (pro. sp.)
- Cyrtandra gibbsiae S. Moore
- Cyrtandra giffardii Rock
- Cyrtandra gillettiana B.L. Burtt
- Cyrtandra gimlettei Ridley
- Cyrtandra gitingensis Elmer
- Cyrtandra gjellerupii Lauterb.
- Cyrtandra glabra Banks ex Gaertn. f.
- Cyrtandra glabrifolia Merr.
- Cyrtandra glabrilimba Quisumb.
- Cyrtandra gorontaloensis H.J. Atkins
- Cyrtandra gorumensis Schltr.
- Cyrtandra gracilenta Kraenzl.
- Cyrtandra gracilis Hillebr. ex C.B. Clarke
- Cyrtandra graeffei C.B. Clarke
- Cyrtandra grandibracteata Gillett
- Cyrtandra grandiflora Gaudich.
- Cyrtandra grandifolia Elmer
- Cyrtandra grandis Blume
- Cyrtandra grayana Hillebr.
- Cyrtandra grayi C.B. Clarke
- Cyrtandra guerkeana Lauterb.
- Cyrtandra halawensis Rock
- Cyrtandra hansenii B.L. Burtt
- Cyrtandra hapalantha C.B. Clarke
- Cyrtandra harveyi Seem.
- Cyrtandra hashimotoi Rock
- Cyrtandra hawaiensis C.B. Clarke
- Cyrtandra hedraiantha Schltr.
- Cyrtandra heineana Schltr.
- Cyrtandra heinrichii H. St. John
- Cyrtandra heintzelmaniana Gillett
- Cyrtandra hellwigii Warburg
- Cyrtandra hematos H. St. John
- Cyrtandra herbacea Gillett
- Cyrtandra heteronema Gillett
- Cyrtandra heterophylla de Vriese
- Cyrtandra hillebrandii Oliv.
- Cyrtandra hiranoi B.L. Burtt
- Cyrtandra hirsuta Jack
- Cyrtandra hirta Schltr.
- Cyrtandra hirtigera H.J. Atkins & Cronk
- Cyrtandra hispidissima Schltr.
- Cyrtandra holodasys Miq.
- Cyrtandra hololeuca B.L. Burtt
- Cyrtandra homoplastica S. Moore
- Cyrtandra honolulensis Wawra (pro. sp.)
- Cyrtandra horizontalis B.L. Burtt
- Cyrtandra hornei C.B. Clarke
- Cyrtandra hosakae H. St. John & Storey (pro. sp.)
- Cyrtandra hoseana B.L. Burtt
- Cyrtandra hottae B.L. Burtt
- Cyrtandra humilis Blume
- Cyrtandra hypochrysea Kraenzl.
- Cyrtandra hypochrysoides Kraenzl.
- Cyrtandra hypogaea Koord.
- Cyrtandra hypoleuca Kraenzl.
- Cyrtandra iliasii B.L. Burtt
- Cyrtandra ilicifolia Kraenzl.
- Cyrtandra ilocana Merr.
- Cyrtandra imminuta C.B. Clarke
- Cyrtandra impar Kraenzl.
- Cyrtandra impressivenia C.B. Clarke
- Cyrtandra inaequifolia Elmer
- Cyrtandra incisa C.B. Clarke
- Cyrtandra incompta Jack
- Cyrtandra incrustata B.L. Burtt
- Cyrtandra induta A. Gray
- Cyrtandra infantae Kraenzl.
- Cyrtandra insignis C.B. Clarke
- Cyrtandra insolita Hilliard & B.L. Burtt
- Cyrtandra insularis Ridley
- Cyrtandra integerrima B.L. Burtt
- Cyrtandra integrifolia C.B. Clarke
- Cyrtandra involucrata Seem.
- Cyrtandra jabiensis Schltr.
- Cyrtandra jadunae Schltr.
- Cyrtandra janowskyi Schltr.
- Cyrtandra jellesmani Koord.
- Cyrtandra jonesii (F. Brown) Gillett
- Cyrtandra jugalis A.C. Sm.
- Cyrtandra kaalae H. St. John & Storey (pro. sp.)
- Cyrtandra kahanaensis H. St. John & Storey (pro. sp.)
- Cyrtandra kajewskii Guillaumin
- Cyrtandra kalichii Wawra
- Cyrtandra kalimantana B.L. Burtt
- Cyrtandra kalyptantha Lauterb.
- Cyrtandra kamoolaensis H. St. John
- Cyrtandra kanae B.L. Burtt
- Cyrtandra kandavuensis A.C. Sm.
- Cyrtandra kaniensis Schltr.
- Cyrtandra kauaiensis Wawra
- Cyrtandra kaulantha H. St. John & Storey
- Cyrtandra kealiae Wawra
- Cyrtandra keithii Hilliard & B.L. Burtt
- Cyrtandra kenivensis P. Royen
- Cyrtandra kermesina B.L. Burtt
- Cyrtandra kipahuluensis H. St. John (pro. sp.)
- Cyrtandra kipapaensis H. St. John & Storey (pro. sp.)
- Cyrtandra klossii S. Moore
- Cyrtandra kohalae Rock
- Cyrtandra kostermansii Hilliard & B.L. Burtt
- Cyrtandra kruegeri Reinecke
- Cyrtandra kusaimontana Hosok.
- Cyrtandra labiosa A. Gray
- Cyrtandra lacerata B.L. Burtt
- Cyrtandra laciniata Gillett
- Cyrtandra laevis H. St. John (pro. sp.)
- Cyrtandra lagunae Kraenzl.
- Cyrtandra lambirensis B.L. Burtt
- Cyrtandra lanata Hilliard & B.L. Burtt
- Cyrtandra lanceolata Ridley
- Cyrtandra lanceolifera S. Moore
- Cyrtandra lancifolia Merr.
- Cyrtandra lasiantha K. Schum.
- Cyrtandra lasiogyne Schltr.
- Cyrtandra latibracteata Hilliard & B.L. Burtt
- Cyrtandra laxiflora H. Mann
- Cyrtandra ledermannii Schltr.
- Cyrtandra leiocrater B.L. Burtt
- Cyrtandra lessoniana Gaudich.
- Cyrtandra leucantha A.C. Sm.
- Cyrtandra leucochlamys B.L. Burtt
- Cyrtandra libauensis Hilliard
- Cyrtandra ligulifera C.B. Clarke
- Cyrtandra lillianae Setchell
- Cyrtandra limnophila Kraenzl.
- Cyrtandra linauana B.L. Burtt
- Cyrtandra lineariloba Hilliard & B.L. Burtt
- Cyrtandra lithophila Schltr.
- Cyrtandra livida Kraenzl.
- Cyrtandra lobbii C.B. Clarke
- Cyrtandra locuples S. Moore
- Cyrtandra loheri Quisumb.
- Cyrtandra longicarpa Merr.
- Cyrtandra longiflora J.W. Moore
- Cyrtandra longifolia (Wawra) Hillebr. ex C.B. Clarke
- Cyrtandra longipedunculata Rech.
- Cyrtandra longipes Merr.
- Cyrtandra longirostris de Vriese
- Cyrtandra lorentzii Lauterb.
- Cyrtandra luteiflora H.J. Atkins
- Cyrtandra lutescens Gillett
- Cyrtandra lydgatei Hillebr.
- Cyrtandra lysiosepala (A. Gray) C.B. Clarke
- Cyrtandra macraei A. Gray
- Cyrtandra macrantha C.B. Clarke
- Cyrtandra macrobracteata Kanehira & Hatus.
- Cyrtandra macrocalyx Hillebr.
- Cyrtandra macrodiscus Kraenzl.
- Cyrtandra macrophylla Jack
- Cyrtandra macrotricha Gillett
- Cyrtandra maculata Jack
- Cyrtandra maesifolia Elmer
- Cyrtandra magentiflora Gillett
- Cyrtandra magnoliifolia Kraenzl.
- Cyrtandra malacophylla C.B. Clarke (pro. sp.)
- Cyrtandra mamolea Reinecke
- Cyrtandra mannii H. St. John & Storey (pro. sp.)
- Cyrtandra mareensis Däniker
- Cyrtandra martinii B.L. Burtt
- Cyrtandra mcgregorii Kraenzl.
- Cyrtandra megalocalyx Schltr.
- Cyrtandra megalocrater Kraenzl.
- Cyrtandra megaphylla Hilliard & B.L. Burtt
- Cyrtandra melinocalyx Schltr.
- Cyrtandra membranacea Ridley
- Cyrtandra membranifolia Elmer
- Cyrtandra mendumae Hilliard & B.L. Burtt
- Cyrtandra menziesii Hook. & Arn.
- Cyrtandra mesilauensis B.L. Burtt
- Cyrtandra microcalyx Kraenzl.
- Cyrtandra microcarpa C.B. Clarke
- Cyrtandra microphylla Merr.
- Cyrtandra milnei Seem. ex A. Gray
- Cyrtandra mindanaensis Elmer
- Cyrtandra minjemensis Schltr.
- Cyrtandra minor S. Moore
- Cyrtandra mirabilis C.B. Clarke
- Cyrtandra mollis de Vriese
- Cyrtandra montana Gillespie
- Cyrtandra monticola K. Schum.
- Cyrtandra montigena Schltr.
- Cyrtandra mooreaensis Gillett
- Cyrtandra mucronata Nadeaud
- Cyrtandra mucronatisepala Quisumb.
- Cyrtandra multibracteata C.B. Clarke
- Cyrtandra multicaulis B.L. Burtt
- Cyrtandra multifolia Merr.
- Cyrtandra multiseptata Gillespie
- Cyrtandra muluensis B.L. Burtt
- Cyrtandra munroi C.N. Forbes
- Cyrtandra muskarimba A.C. Sm.
- Cyrtandra nabirensis Kanehira & Hatus.
- Cyrtandra nadeaudii C.B. Clarke
- Cyrtandra nana Merr.
- Cyrtandra nanawaleensis H. St. John
- Cyrtandra natewaensis Gillett
- Cyrtandra navicellata Zipp. ex C.B. Clarke
- Cyrtandra neiothiantha B.L. Burtt
- Cyrtandra nemorosa Blume
- Cyrtandra neo-hebridensis Gillett
- Cyrtandra nibongensis Hilliard & B.L. Burtt
- Cyrtandra nitens C.B. Clarke
- Cyrtandra nodulosa Schltr.
- Cyrtandra nudiflora C.B. Clarke
- Cyrtandra nukuhivensis F. Brown
- Cyrtandra nutans H. St. John (pro. sp.)
- Cyrtandra oblongata Merr.
- Cyrtandra oblongifolia (Blume) Benth. & Hook. f. ex C.B. Clarke
- Cyrtandra obovata Gillett
- Cyrtandra occidentalis N.P. Balakr. & B.L. Burtt
- Cyrtandra occulta A.C. Sm.
- Cyrtandra ochroleuca B.L. Burtt
- Cyrtandra oenobarba H. Mann
- Cyrtandra oligantha Korth. ex C.B. Clarke
- Cyrtandra olona C.N. Forbes
- Cyrtandra ootensis F. Brown
- Cyrtandra opaeulae H. St. John & Storey (pro. sp.)
- Cyrtandra oreogeiton K. Schum.
- Cyrtandra oxybapha W.L. Wagner & Herbst
- Cyrtandra pachyneura Kraenzl.
- Cyrtandra pachyphylla Kraenzl.
- Cyrtandra palawensis Schltr.
- Cyrtandra paliku W.L. Wagner, K.R. Wood & Lorence
- Cyrtandra palimasanica Hilliard & B.L. Burtt
- Cyrtandra pallida Elmer
- Cyrtandra paludosa Gaudich.
- Cyrtandra panayensis Merr.
- Cyrtandra pandurata Ridley
- Cyrtandra panthothrix Kraenzl.
- Cyrtandra papyracea B.L. Burtt
- Cyrtandra paragibbsiae B.L. Burtt
- Cyrtandra paravelutina Hilliard & B.L. Burtt
- Cyrtandra parva Merr.
- Cyrtandra parviflora C.B. Clarke
- Cyrtandra parvifolia Merr.
- Cyrtandra parvifructa Hilliard & B.L. Burtt
- Cyrtandra patentiserrata Bramley & Cronk
- Cyrtandra patula Ridley
- Cyrtandra pauciflora Ridley
- Cyrtandra paxiana Lauterb.
- Cyrtandra pedicellata B.L. Burtt
- Cyrtandra peltata Jack
- Cyrtandra pendula Blume
- Cyrtandra penduliflora Kraenzl.
- Cyrtandra perplexa S. Moore
- Cyrtandra phaeodictyon Schltr.
- Cyrtandra phaeotricha Schltr.
- Cyrtandra phoenicea C.B. Clarke
- Cyrtandra phoenicoides Hilliard & B.L. Burtt
- Cyrtandra phoenicolasia Lauterb.
- Cyrtandra pickeringii A. Gray
- Cyrtandra picta Blume
- Cyrtandra pilosa Blume
- Cyrtandra pilostyla K. Schum.
- Cyrtandra pinatubensis Elmer
- Cyrtandra platyphylla A. Gray
- Cyrtandra plectranthiflora Kraenzl.
- Cyrtandra plicata Hilliard
- Cyrtandra pogonantha A. Gray
- Cyrtandra poiensis B.L. Burtt
- Cyrtandra poikilophylla Kraenzl.
- Cyrtandra polyantha C.B. Clarke
- Cyrtandra polyneura (C.B. Clarke) B.L. Burtt
- Cyrtandra populifolia Miq.
- Cyrtandra poulsenii B.L. Burtt
- Cyrtandra prattii Gillespie
- Cyrtandra pritchardii Seem.
- Cyrtandra procera Hillebr.
- Cyrtandra propinqua C.N. Forbes
- Cyrtandra prostrata Kraenzl.
- Cyrtandra pruinosa H. St. John & Storey
- Cyrtandra pubens H. St. John (pro. sp.)
- Cyrtandra pulchella Rich ex A. Gray
- Cyrtandra pulgarensis H.J. Atkins & Cronk
- Cyrtandra pulleana Lauterb.
- Cyrtandra pumilio B.L. Burtt
- Cyrtandra punctatissima Kraenzl.
- Cyrtandra purpurea H.J. Atkins
- Cyrtandra purpurifolia Gillett
- Cyrtandra quercifolia S. Moore
- Cyrtandra quinquenotata Kraenzl.
- Cyrtandra quisumbingii Elmer
- Cyrtandra radiciflora C.B. Clarke
- Cyrtandra raiateensis J.W. Moore
- Cyrtandra ramiflora Elmer
- Cyrtandra ramosissima Rock (pro. sp.)
- Cyrtandra ramunculosa Hilliard & B.L. Burtt
- Cyrtandra rarotongensis Cheeseman
- Cyrtandra repens de Vriese
- Cyrtandra reticulata Gillett
- Cyrtandra revoluta Fosberg & Sachet
- Cyrtandra rhabdothamnos Schltr.
- Cyrtandra rhizantha Kraenzl.
- Cyrtandra rhyncanthera C.B. Clarke
- Cyrtandra richii A. Gray
- Cyrtandra rivularis H. St. John & Storey
- Cyrtandra robusta Kraenzl.
- Cyrtandra rockii H. St. John & Storey (pro. sp.)
- Cyrtandra roemeri Lauterb.
- Cyrtandra rosea Ridley
- Cyrtandra roseiflora H.J. Atkins
- Cyrtandra roseo-alba Kraenzl.
- Cyrtandra rostrata Blume
- Cyrtandra rotumaensis H. St. John
- Cyrtandra rubiginosa Jack
- Cyrtandra rubra de Vriese
- Cyrtandra rubricalyx B.L. Burtt
- Cyrtandra rubropicta Kraenzl.
- Cyrtandra rufa Bakh. f.
- Cyrtandra rufotricha Merr.
- Cyrtandra rupicola Elmer
- Cyrtandra russa C.B. Clarke
- Cyrtandra sagetorum Schltr.
- Cyrtandra saligna Kraenzl.
- Cyrtandra samoensis A. Gray
- Cyrtandra sandakanensis B.L. Burtt
- Cyrtandra sandei de Vriese
- Cyrtandra sandwicensis (H. Lév.) H. St. John & Storey
- Cyrtandra saniensis Schltr.
- Cyrtandra santosii Merr.
- Cyrtandra sarawakensis C.B. Clarke
- Cyrtandra saxicola Schltr.
- Cyrtandra scabrella C.B. Clarke (pro. sp.)
- Cyrtandra schizocalyx Gillett
- Cyrtandra schizostyla C.B. Clarke
- Cyrtandra schraderi K. Schum.
- Cyrtandra schultzei Schltr.
- Cyrtandra schumanniana Schltr.
- Cyrtandra scutata S. Moore
- Cyrtandra scutifolia B.L. Burtt
- Cyrtandra seganica Hilliard & B.L. Burtt
- Cyrtandra sepikana Schltr.
- Cyrtandra sericifolia Gillett
- Cyrtandra serratifolia H.J. Atkins
- Cyrtandra serratobracteata Lauterb.
- Cyrtandra sessilis H. St. John & Storey
- Cyrtandra sibuyanensis Elmer
- Cyrtandra similis Quisumb.
- Cyrtandra simplex Merr.
- Cyrtandra sinclairiana B.L. Burtt
- Cyrtandra smithiana B.L. Burtt
- Cyrtandra sororia Schltr.
- Cyrtandra sorsogonensis Merr.
- Cyrtandra spathacea A.C. Sm.
- Cyrtandra spathulata H. St. John
- Cyrtandra spelaea B.L. Burtt
- Cyrtandra sphaerocalyx K. Schum.
- Cyrtandra spicata de Vriese
- Cyrtandra splendens C.B. Clarke
- Cyrtandra stenoptera Bramley & Cronk
- Cyrtandra stolleana Schltr.
- Cyrtandra stonei B.L. Burtt
- Cyrtandra strictipes Kraenzl.
- Cyrtandra strongiana Kraenzl.
- Cyrtandra suberosa Lauterb.
- Cyrtandra subglabra Merr.
- Cyrtandra subgrandis B.L. Burtt
- Cyrtandra subintegra H. St. John (pro. sp.)
- Cyrtandra sublanea Hilliard & B.L. Burtt
- Cyrtandra subsphaerocarpa B.L. Burtt
- Cyrtandra subulibractea Gillett
- Cyrtandra subumbellata (Hillebr.) H. St. John & Storey
- Cyrtandra suffruticosa Ridley
- Cyrtandra sulcata Blume
- Cyrtandra tagaleurium Kraenzl.
- Cyrtandra tahuatensis Fosberg & Sachet
- Cyrtandra taitensis Rich ex A. Gray
- Cyrtandra talonensis Elmer
- Cyrtandra tarsodes B.L. Burtt
- Cyrtandra taviunensis Gillespie
- Cyrtandra tayabensis Elmer
- Cyrtandra tecomiflora Kraenzl.
- Cyrtandra tempestii Horne ex C.B. Clarke
- Cyrtandra tenebrosa B.L. Burtt
- Cyrtandra tenuicarpa H.J. Atkins
- Cyrtandra tenuipes Merr.
- Cyrtandra tenuisepala Quisumb.
- Cyrtandra teres C.B. Clarke
- Cyrtandra terrae-guilelmii K. Schum.
- Cyrtandra tesselata Hilliard & B.L. Burtt
- Cyrtandra teysmannii Miq.
- Cyrtandra thamnodes B.L. Burtt
- Cyrtandra thibaultii Fosberg & Sachet
- Cyrtandra tibangensis B.L. Burtt
- Cyrtandra tintinnabula Rock
- Cyrtandra todaiensis Kanehira
- Cyrtandra tohiveaensis Gillett
- Cyrtandra tomentosa A.C. Sm.
- Cyrtandra toreniiflora B.L. Burtt
- Cyrtandra toviana F. Brown
- Cyrtandra trachycaulis K. Schum.
- Cyrtandra treubiana Schltr.
- Cyrtandra trichocalyx Gillett
- Cyrtandra trichodon Ridley
- Cyrtandra trichophylla A.C. Sm.
- Cyrtandra trisepala C.B. Clarke
- Cyrtandra trivialis Kraenzl.
- Cyrtandra tubibractea Hilliard & B.L. Burtt
- Cyrtandra tubiflora Kraenzl.
- Cyrtandra tunohica Hilliard & B.L. Burtt
- Cyrtandra turbiniformis H. St. John & Storey (pro. sp.)
- Cyrtandra umbellifera Merr.
- Cyrtandra umbraculiflora Rock (pro. sp.)
- Cyrtandra umbraticola Schltr.
- Cyrtandra undata Hilliard & B.L. Burtt
- Cyrtandra uniflora B.L. Burtt
- Cyrtandra urceolata C.B. Clarke
- Cyrtandra urdanetensis Elmer
- Cyrtandra urvillei C.B. Clarke
- Cyrtandra vaginata B.L. Burtt
- Cyrtandra vairiae Drake
- Cyrtandra valviloba Gillett
- Cyrtandra vanoverberghii Kraenzl.
- Cyrtandra velutina Korth. ex C.B. Clarke
- Cyrtandra ventricosa Gillett
- Cyrtandra versteegii Lauterb.
- Cyrtandra vescoi Drake
- Cyrtandra vesiculata Gillett
- Cyrtandra vespertina H. St. John
- Cyrtandra victoriae Gillespie
- Cyrtandra villicalyx H. St. John & Storey (pro. sp.)
- Cyrtandra villifructus Hilliard & B.L. Burtt
- Cyrtandra villosissima Merr.
- Cyrtandra virescens Schltr.
- Cyrtandra viridescens C.B. Clarke
- Cyrtandra viridiflora H. St. John & Storey
- Cyrtandra vitiensis Seem.
- Cyrtandra vriesii C.B. Clarke
- Cyrtandra vulpina (Kraenzl.) B.L. Burtt
- Cyrtandra wagneri Lorence & Perlman
- Cyrtandra waianaeensis H. St. John & Storey
- Cyrtandra waihoiensis H. St. John
- Cyrtandra wainihaensis H. Lév.
- Cyrtandra waiolani Wawra
- Cyrtandra wallichii (C.B. Clarke) B.L. Burtt
- Cyrtandra warburgiana Lauterb.
- Cyrtandra wariana Schltr.
- Cyrtandra wawrae C.B. Clarke
- Cyrtandra weberi B.L. Burtt
- Cyrtandra wentiana Lauterb.
- Cyrtandra wichmanniana Schltr.
- Cyrtandra wilhelmensis P. Royen
- Cyrtandra winkleri Lauterb.
- Cyrtandra wollastonii S. Moore
- Cyrtandra woodsii B.L. Burtt
- Cyrtandra xanthantha A.C. Sm.
- Cyrtandra yaeyamae Ohwi
- Cyrtandra zamboangensis Merr.
- Cyrtandra zippelii C.B. Clarke
- Cyrtandra zollingeri C.B. Clarke